# Distretto di Bajzaq
Il distretto di Bajzaq (in kazako: Байзақ ауданы) è un distretto (audan) del Kazakistan con  capoluogo Sarykemer.